# بنو علوی (یمن)
 بنو علوی  (در عربی:  بَنو العَلوی )
نام روستایی است در دهستان بیت العِمّاد از توابع استان اِب در کشور یمن در شبه جزیره عربستان.

## جمعیت
جمعیت آن (۱۰۰ ) نفر (۱۱ خانوار) می‌باشد.